# Astronotinae
Sous-famille
Les Astronotinae sont une sous-famille de Cichlidés d'Amérique du Sud. 
Trois genres et six espèces sont décrits.

## Tribus et genres
Astronotini Fernandez-Yepez, 1951
- Astronotus Swainson, 1839 deux espèces

Chaetobranchini  Fernandez-Yepez, 1951
- Chaetobranchopsis Steindachner, 1875 deux espèces
- Chaetobranchus Heckel, 1840 deux espèces

## Sources
- FishBase
- Phylogénie